# Chiesa di Santa Lucia (Conzano)
La chiesa di Santa Lucia è la parrocchiale di Conzano, in provincia di Alessandria e diocesi di Casale Monferrato; fa parte dell'unità pastorale Santa Lucia. 

## Storia
La prima citazione di una chiesa di Conzano dedicata a santa Lucia risale al 1299; essa era filiale della pieve di Mediliano e venne nuovamente menzionata nel 1359 in un documento grazie al quale s'apprende che era sottoposta ad una tassa pari a 38 soldi.

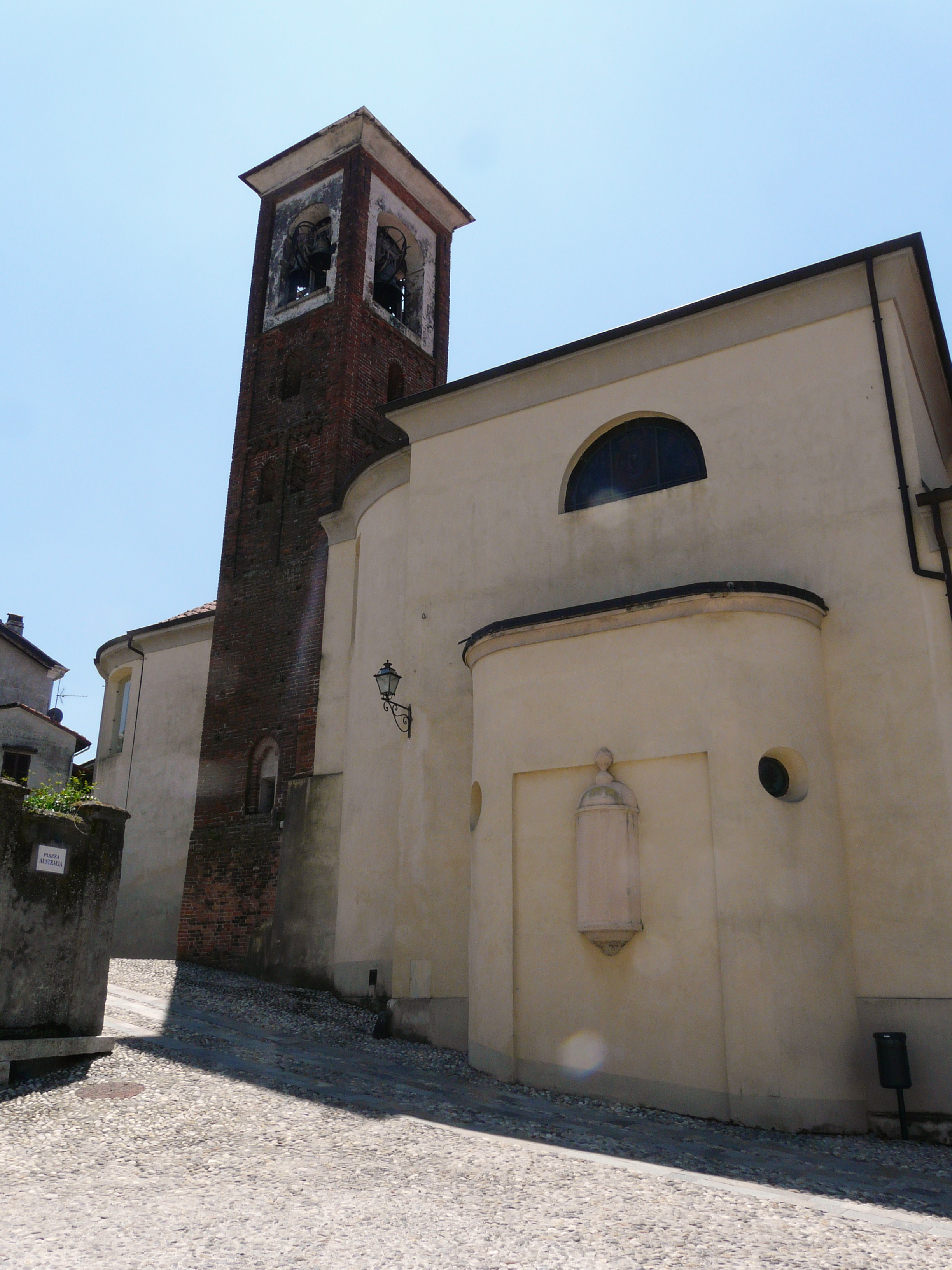
Il campanile

Nel 1714 la parrocchialità fu trasferita presso la chiesa di Santa Maria in paese, che contestualmente venne ridedicata a Santa Lucia; tuttavia, tale chiesa fungeva ufficiosamente da parrocchiale già da tempo.
Tra il 1760 iniziò la realizzazione della sacrestia, portata a termine nel 1764; nel 1782 venne eretto il nuovo campanile e nel 1790 le campane furono riparate.
Nel 1840 la chiesa subì un intervento di rifacimento che le conferì la pianta a croce greca; venne consacrata nel 1843 dal vescovo Francesco Icheri di Malabaila.

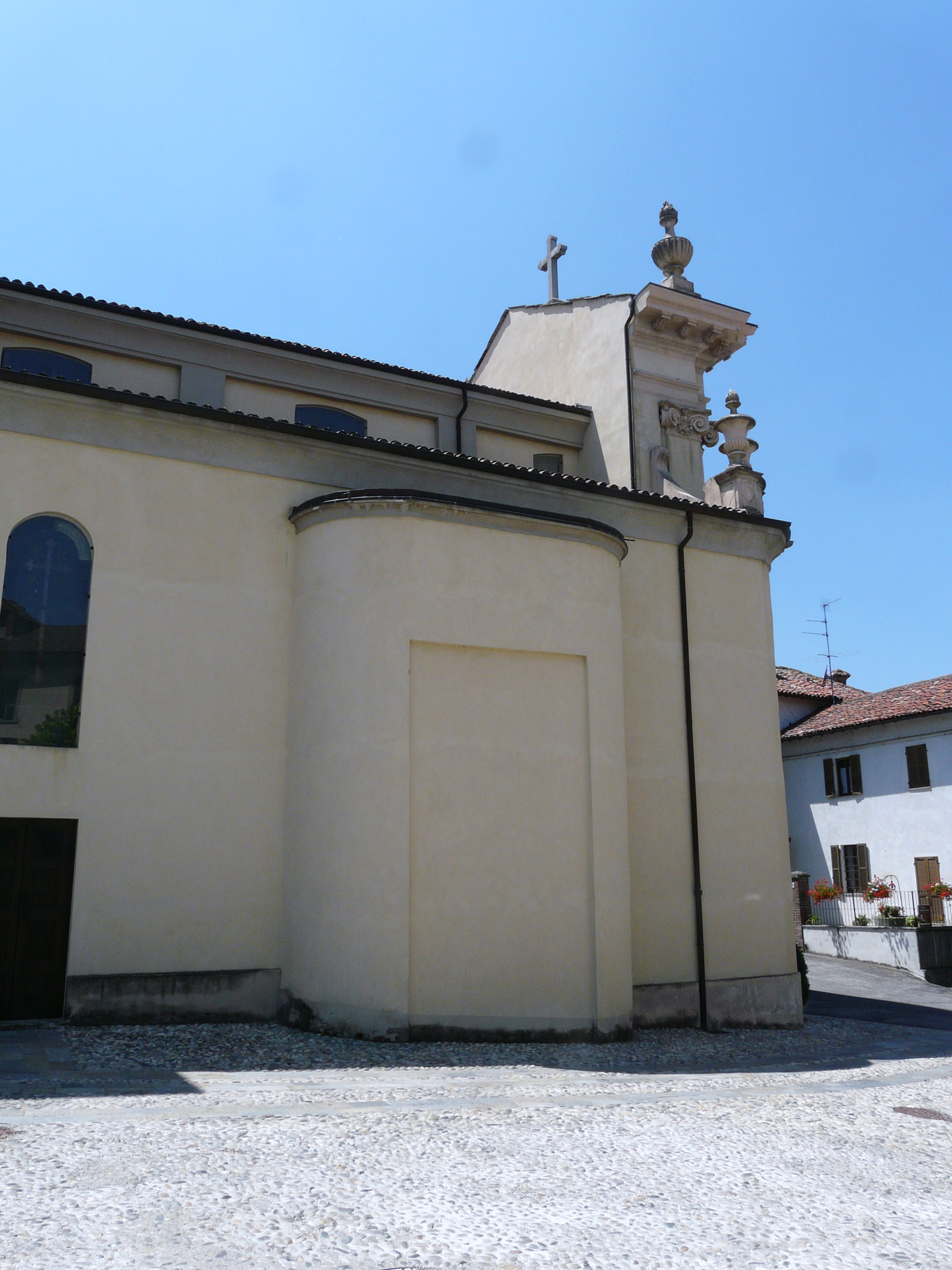
Altra vista della chiesa

Tra il 1903 e il 1904 su progetto di Giuseppe Locarni la navata fu prolungata di undici metri e vennero edificate due ulteriori cappelle laterali; in quell'occasione si provvide anche ad abbassare il livello di pavimento di un metro.
L'edificio fu poi oggetto di un intervento di restauro iniziato nel 2002.

## Descrizione

### Facciata
La facciata della chiesa, rivolta a nordovest, è suddivisa in tre parti, di cui quella centrale presenta due lesene, che sorreggono il timpano, e il portale maggiore, sopra il quale v'è una lunetta ospitante un mosaico avente come soggetto Santa Lucia vergine e martire, realizzato nel 2004 su progetto di Giovanni Bonardi.

### Interno
Opere di pregio conservate all'interno sono le raffigurazioni di Santa Lucia assieme agli Evangelisti e a dei santi, dell'Adorazione e Gloria del Santissimo Sacramento, la Fede, la Speranza, la Carità e Religione, eseguite da Luigi Faini nel 1914, i dipinti con Gesù nell'orto degli Ulivi e con l'Incontro con la Samaritana, il quadro con San Francesco e l'angelo, realizzato nel XVII secolo da Giovanni Maria Arduino, la pala di Santa Lucia, dipinta nel 1862 da Tommaso Lorenzone, la statua della Madonna col Bambino, attorno alla quale vi sono i tondi dei Misteri del Rosario, la Via Crucis, il cui autore è ignoto, il fonte battesimale del 1906 con il gruppo ritraente il Battesimo di Gesù, la statua di Sant'Antonio e le quattro tavole raffiguranti i Santi Caterina, Maurizio, Lucia e Stefano.